# Кундалини
Кундалини (санскрит: कुण्डलिनी , веза=| О овом звуку  pronunciationⓘ, превод  "завијена змија"), у хиндуизму је облик божанске женске енергије (или Шакти) за коју се верује да је смештена у дну кичме, у муладара чакри. То је важан концепт у Шива тантри, где се верује да је сила или снага повезана са божанском женственошћу. Сматра се да ова енергија, када се одгаји и пробуди кроз тантричку праксу, води ка духовном ослобађању. Кундалини је повезан са Парадеви илити Ади Парашакти, врховним бићем у шактизму; и са богињама Баирави и Кубђика. Појам је заједно са повезаним ритуалима прихваћен у Хата јоги у 9. веку. Од тада је прихваћен и од стране других облика хиндуизма, као и савремене духовности и нововековне мисли. 
Кундалини буђења су описана као догађаји настали различитим методама. Многи јоге системи фокусирају се на буђење Кундалини кроз: медитацију; пранајама технике дисања; асана вежбама и мантра певањем. Кундалини јога је настала под утицајем шактизма и тантричких школа хиндуизма. Име је добила по свом фокусу на буђењу кундалини енергије редовном праксом мантре, тантре, јантре, асана или медитације. О кундалини искуству се често говори као о изразитом осећају електричног струјања дуж кичме.

## Етимологија
Појам Кундалини се спомиње у Упанишадима (9.-7. век пре нове ере). Санскритски придев кундалин значи „кружни, прстенасти“. Спомиње се као именица за „змију“ (у значењу „намотано“) у Рађатарангини, хроници из 12. века. Кунда (именица која значи „чинија, лонац са водом“ налази се као име Нага (змијско божанство) у Махабхарати 1.4828). Тантрасадбава Тантра из 8. века користи израз кундали („прстен, наруквица; завојница (од ужета)“).
Употреба Кундали као назива за богињу Дурга (један од облика Шакти) често се јавља у тантризму и шактизму већ у 11. века у Сарадатилака. Усвојен је као технички појам у хата јоги током 15. века, а у Упанишад јоги је широко прихваћен до 16. века.

## Опис
Према Вилијаму Ф. Вилијамсу, Кундалини је врста религиозног искуства унутар хиндуистичке традиције, у оквиру које се сматра да је то врста „космичке енергије“ која се акумулира у основи кичме.
Када се пробуди, Кундалини се описује као успон из муладхара чакре, кроз централни нади (назван сушумна) унутар или дуж кичме и сеже до врха главе. Сматра се да пролазак Кундалини кроз различите чакре постиже различите нивое буђења и мистично искуство, све док Кундалини коначно не достигне врх главе, сахасрару илити крунску чакру, производећи изузетно дубоку трансформацију свести. ‍:5–6

## Кундалини искуства

### Подстицање Кундалини искуства
Јогији попут Муктананде сматрају да се Кундалини може пробудити шактипатом (духовним преносом гуруа или учитеља) или духовним праксама попут јоге или медитације.
Амерички научник упоредних религија, Џозеф Кампбел, описује Кундалини појам као „лик замотане женске змије — змије богиње не „грубе” већ „суптилне” супстанце — за коју се мисли да живи у тромом, успаваном стању у суптилном центру, првом од седам, у близини кичме: циљ јоге је тада да уздигне ову змију, подигне јој главу и доведе је уз суптилни нерв или канал кичме до тзв. „лотоса са хиљаду латица” (Сахасрара) на круни главе... Она ће се уздићи од најнижег до највишег лотосовог центра проћи и пробудити пет чакри између, и са сваким буђењем ће се психологија и личност практиканта потпуно и темељно трансформисати.”  

#### Хата јога
Према Гораксасатаки, или „Сто стихова Горакса”, вежбе хата јоге као што су мула банда, удијана банда, ђаландара банда и кумбака могу пробудити Кундалини. Још један хата јога текст, Кекаривидја, каже да кечари мудра омогућава подизање Кундалинија и приступ разним залихама амрита у глави, који касније преплављују тело.  

#### Шактипат
Духовна учитељица Мехер Баба наглашава потребу за учитељем када се активно покушава Кундалини буђење: 

### Кундалини буђење
Искуство Кундалини буђења може се догодити било да је неко спреман или неспреман.
Према хиндуистичкој традицији, да бисмо могли да интегришемо ову духовну енергију, обично је потребно претходно пажљиво прочишћавање и јачање тела и нервног система. Јога и Тантра наводе да Кундалини може пробудити гуру (учитељ), али тело и дух морају бити припремљени од стране јогијских строгих вежби, као што су пранајама или контрола даха, физичке вежбе, визуализација и појање. Ученику се саветује да пут прати отвореног срца.
Традиционално, људи су посећивали ашраме у Индији како би пробудили успавану енергију кундалинија редовном медитацијом, мантрирањем, духовним студијама и физичким вежбањем асана као што је кундалини јога. 

## Психологија
Према Карлу Јунгу „... концепт Кундалини за нас има само једну сврху, а то је описивање сопствених искустава са несвесним...”  Јунг је користио Кундалини систем као симболично средство за разумевање динамичког кретања између свесног и несвесног процеса. Назначио је да сви облици јоге, када их западњаци користе, могу бити покушаји доминације над телом и несвесног кроз идеал успона у више чакре.
Нека модерна експериментална истраживања настоје успоставити везу између Кундалини праксе и идеја Вилхелма Рајха и његових следбеника.

## Веза са другим Јогинима
Постоји седам психичких чакри људског тела које почињу од муладхаре до сахасраре. Свакој од ових чакри се приписује јогини. Уз то, кундалини представља извор снаге у муладхара чакри.  Ови јогинији су, 
| Чакра         | Божанство | Атхи Деви  | Иогини    |
| ------------- | --------- | ---------- | --------- |
| Кундалини     | Ганеша    | Винајаки   | Кундалини |
| Муладхара     | Ганеша    | Нарасимхи  | Схакини   |
| Свадхисхтхана | Брахма    | Индрани    | Какини    |
| Манипура      | Вишну     | Варахи     | Лакини    |
| Анахата       | Рудра     | Ваисхнави  | Ракини    |
| Висхуддха     | Џиватма   | Каумари    | Дакини    |
| Ајна          | Параматма | Махесхвари | Хакини    |
| Сахасрара     | Садашива  | Брахмани   | Иакини    |